# Lloro menut de Finsch
El lloro menut de Finsch (Micropsitta finschii) és una espècie d'ocell de la família dels psitàcids que habita zones boscoses a les illes Bismarck i Salomó.